# Семегини, Пио
Пио Семегини (итал. Pio Semeghini; 31 января 1878, Куистелло, Королевство Италия — 11 марта 1964, Верона, Республика Италия) — итальянский живописец, писавший картины в стиле постимпрессионизма.

## Биография

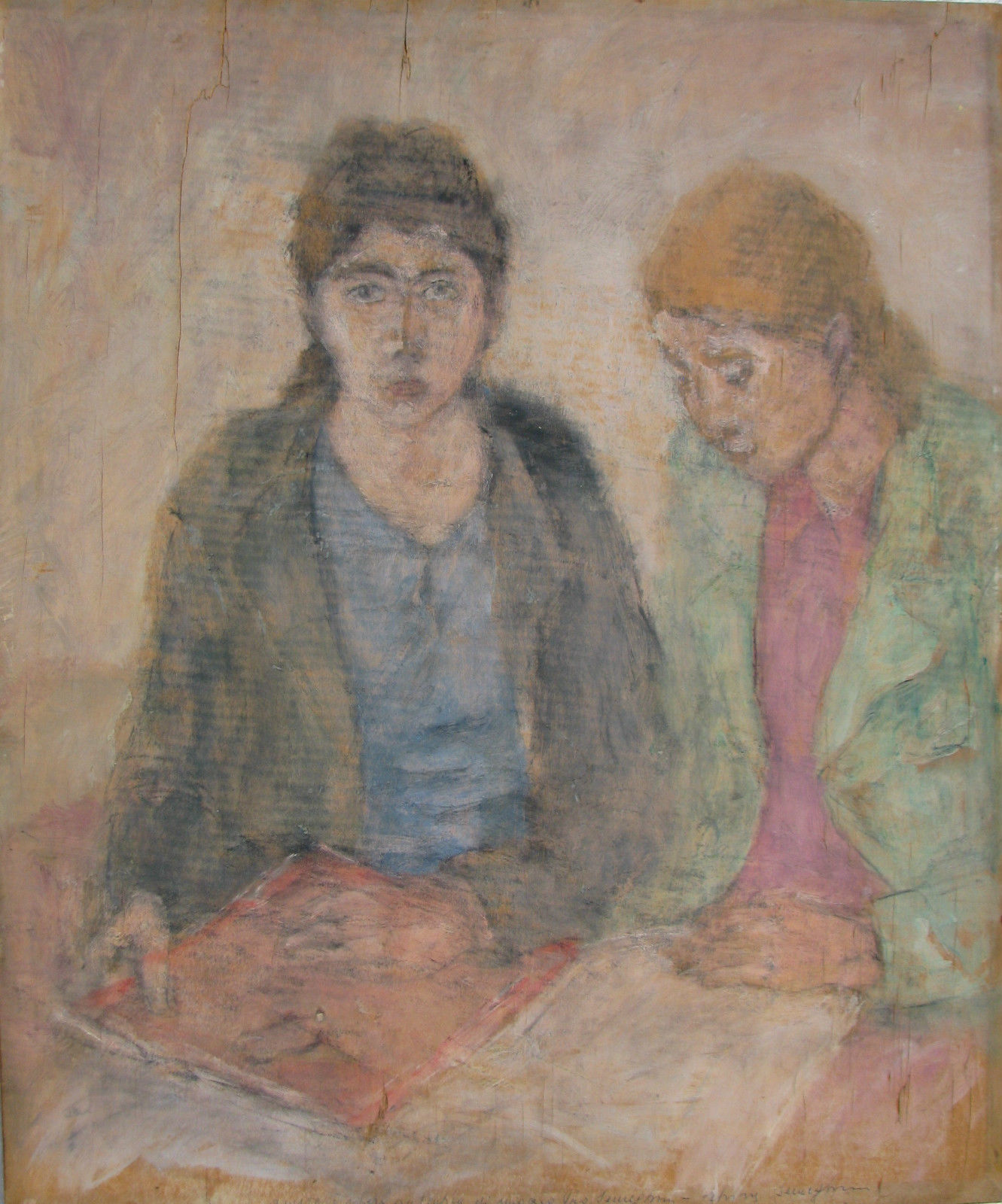
«Подростки в Бурано» (1939). 51 х 61 см. Частное собрание

Родился в Бонданелло-ди-Квистелло, в провинции Мантуя в 1878 году. Обучался живописи в Академии изящных искусств в Модене и Флоренции. Завершил образование, не получив диплома. В 1899 году переехал в Париж, где, перебиваясь случайными заработками, постоянно посещал музеи и изучал живопись итальянских художников эпохи Ренессанса и французских импрессионистов и постимпрессионистов — Сезанна, Ренуара, Боннара, Гогена и Ван Гога. В Париже Семигини познакомился с другими итальянскими художниками, среди которых были Филиппо Де Писис, Арденго Соффичи, Джино Северини и Амедео Модильяни.
Летом 1902 года вернулся на родину. В 1911 году поселился на острове Бурано под Венецией, где, вместе с Джино Росси, Умберто Моджоли, Артуро Мартини и другими живописцами, основал художественную коммуну. Впоследствии их творчество получило название Буранской школы.
В том 1911 году в Модене состоялась первая выставка рисунков и скульптур Семегини, созданных им за время пребывания в Париже. В 1913 году он стал парижским корреспондентом издания «Corriere Italiano». Летом 1919 года Семегини принял участие на XI выставке искусства в Ка’Пезаро и получил хорошие рецензии критиков. Это была его первая выставка в Венеции.
В 1920 году им был подписан Манифест группы диссидентов, на приглашённых на Венецианское биеннале. В следующем году он был приглашен на Первый биеннале искусств в Риме. Здесь первая персональная выставка семидесяти пяти картин Семегини прошла в галерее Джери-Боралеви. В 1926 году Семегини впервые участвовал на Международном биеннале искусств в Венеции.
В 1920-х годах живописец активно изучал наследие старых мастеров Пьеро делла Франческа и Эль-Греко, совершенствуя свою изобразительный язык. Выработанный им индивидуальный стиль сочетал в себе черты импрессионизма и футуризма с итальянской ренессансной живописью. В 1928—1930 годы Семегини занимался преподавательской деятельностью. Он вёл курсы живописи в Институте искусств в Лукки. В 1930—1939 годах он преподавал в школе искусств на королевской вилле в Монце. Ещё в 1931 году живописец сочетался браком с Джанной Дзаватта и переехал в Верону.
С 1940 года, из-за заражения герпесом, художник был вынужден сочетать короткое время работы с длительными периодами отдыха. После 1945 года и до конца 1950-х годов он участвовал в значительных выставках в Италии и за рубежом. В 1947 году Семегини был назначен членом приёмной комиссии XXIV Венецианского биеннале, наряду с Барбантини, Карра, Казорати, Лонги, Марини, Моранди, Рагьянти, Вараньоло, Вентури и Паллуккини. В 1949—1950 годах Семегини для коллекции Верцокки написал «Автопортрет» и картину «Маленькая кружевница»; в настоящее время коллекция Верцокки является составной частью экспозиции в Общественной пинакотеки в Форли. В 1956 году прошли его выставки во дворце Гран-Гуардия в Вероне, во дворце Бевилаква-Ла-Маза в Венеции и в Перманенте в Милане.
Весной 1960 года в аварии Семегини вывихнул плечевую кость правой руки и был вынужден прекратить творческую деятельность. Он умер от сердечного приступа вечером 11 марта 1964 года. Примерно через месяц после смерти художника на XXXII биеннале в Венеции в память о нём была проведена персональная выставка. В 1965 году ретроспективный показ работ Семегини состоялся в рамках IX Квадриеннале в Риме.